# Zlata horda
Zlata horda (mongolsko Алтан Орд, Altan Ord, kazaško Алтын Орда, Altın Orda, tatarsko Алтын Урда, Altın Urda, rusko Золотая Орда, Zolotaja Orda, ukrajinsko Золота Орда, Zolota Orda) je bil prvotno mongolski in od 13. stoletju poturčen kanat v severozahodnem delu Mongolskega imperija. Z drobljenjem Mongolskega imperija po letu 1259 je postala funkcionalno samostojen kanat. Znana je tudi kot Kipčaški kanat in Džočijev kanat.
Prebivalci  Zlate horde so bili večinoma mešanica turških in uralskih ljudstev ter Sarmati in Skiti. Nekaj je bilo tudi Mongolov, predvsem aristokratov. 
Po smrti ustanovitelja Batu kana leta 1255 je njegova dinastija kljub Nogajevim spletkam in državljanski vojni v 1290. letih vladala še celo stoletje do leta 1359. Vojaška moč Horde je dosegla višek med vladanjem kana Uzbega (1312–1341), ki se je spreobrnil v islam. Ozemlje Horde je na njenem višku obsegalo večino vzhodne Evrope od Urala do Donave, vzhodno od Urala pa je segalo globoko v Sibirijo. Na jugu je mejilo na Črno morje, Kavkaz in mongolski Ilkanat.
V Zlati hordi so se leta 1359 začeli nasilni notranji politični spori. V letih 1381-1395 je bila pod Toktamišem ponovno združena, kmalu po Timurjevi invaziji leta 1396 pa je razpadla na številne majhne tatarske kanate, ki so postopoma izgubljali svojo moč. Na začetku 15. stoletja je začela razpadati. Po letu 1466 se omenja preprosto kot Velika horda. Na njenem ozemlju so nastali številni predvsem turško govoreči kanati. Notranji spori so omogočili severni vazalni Moskovski veliki kneževini, da se je leta 1480 otresla "tatarskega jarma". Krimski kanat in Kazaški kanat, zadnja ostanka Zlate horde, sta preživela do leta 1783 oziroma 1847.

## Ime
Ime Zlata horda naj bi se zgledovalo po zlati barvi mongolskih šotorov  v vojnem času ali morda po zlatem šotoru, ki sta ga uporabljala Batu kan  ali  Uzbek kan. Takšno ime bi ji lahko dali tudi slovanski podložniki zaradi velikega bogastva kanov. 
V mongolskih in starih turških jezikih se beseda za rumeno barvo glasi sarı/saru in lahko pomeni tudi središče  ali osrednji. Beseda horda verjetno izhaja iz mongolske besede ordu, ki pomeni palačo, tabor ali glavni stan. Ime Zlata horda bi torej lahko pomenilo preprosto centralni tabor.
Ruski letopisci so začeli naziv Zlata horda (rusko Золотая Орда) za mongolski kanat uporabljati šele v 16. stoletju. Prva znana raba tega imena je iz leta 1565 v ruski Zgodovini Kazana. Nanašalo se je na Batujev ulus (rusko Улуса Батыя) s središčem v Saraju. Primarni perzijski, armenski in muslimanski viri in zapisi iz 13. in zgodnjega 14. stoletja (Yuanshi. Jami' al-tawarikh in drugi)  omenjajo kanat kot Džočijev ulus (kraljestvo), Dasht-i-Qifchaq (Kipčaška stepa),  Kipčaški kanat in Kumanija.
Imena hord izhajajo iz stepskih predstav o straneh neba: sever-črna, jug-rdeča, zahod-bela, vzhod-modra in sredina zlata.

## Zgodovina

### Mongolsko obdobje (1225–1241)
Džingiskan je svoje ogromno cesarstvo razdelil med svoje štiri sinove, vendar je ostalo združeno pod oblastjo izvoljenega vrhovnega kana. Najbolj zahodni del cesarstva je dobil Džoči, ki je umrl šest mesecev pred očetom. Džočijevo ozemlje sta si zato razdelila njegov najstarejši sin Batu kan, ki je kasneje postal vladar Modre horde, in Orda kan, ki je postal vladar Bele horde. Leta 1235 je Batu kan s slavnim generalom Subedejem začel prodirati proti zahodu in najprej podjarmil Baškirce in se nato leta 1236 obrnil proti Volški Bolgariji. Od tam je leta 1237 osvojil nekaj južnih step sedanje Ukrajine in prisilil veliko lokalnih Kumanov na umik proti zahodu.  Pohod proti Kipčakom in Kumanom sta začela Džoči in Subedej leta 1216–1218, ko so pri njih dobili zatočišče Merkiti. Do leta 1239 je bil velik del Kumanov pregnan s Krima, ki je postal ena od apanaž Mongolskega cesarstva. Ostanki krimskih Kumanov so preživeli v krimskih hribih in se postopoma pomešali z drugimi etničnimi skupinami, vključno z Grki, Goti in Mongoli, in ustvarili Krimske Tatare. Batu je začel prodirati proti severu v Kijevsko Rusijo in v treh letih podjarmil njene kneževine. Njegovi bratranci Mongke, Kadan in Gujuk so prodirali na jug v Alanijo.
Mongoli so selitev Kumanov izkoristili za casus belli in nadaljevali pohod proti zahodu in opustošili Poljsko in Ogrsko. Pohod je dosegel višek v bitkah pri Legnici in Mohiju. Leta 1241 je kan Ogedej umrl, zato je Batu prekinil obleganje Dunaja in se vrnil v domovino, da bi se udeležil borbe za njegovo zapuščino. Mongolska vojska ni nikoli več prodrla tako daleč na zahod. Vračala se je skozi Ogrsko, uničila Pešto in podjarmila Bolgarijo. Batu je ob spodnji Volgi na mestu nekdanje hazarske prestolnice Atil ustanovil novo prestolnico Saraj. Malo pred tem je Batujev in Ordov bratranec Šiban dobil ogromen ulus vzhodno od Urala ob rekah Ob in Irtiš.
Na Batujevem dvoru je bil nedvomno v splošni rabi mongolski jezik, vendar se je na ozemlju Zlate horde ohranilo samo nekaj mongolskih besedil, morda zaradi splošne nepismenosti. Po Grigorevu so se kanovi odloki (jarlik) pisali v mongolščini in se zatem prevajali v kumanščino. Obstoj arabsko-mongolskih in perzijsko-mongolskih slovarjev iz sredine 14. stoletja kaže na njihovo dopisovanje z Zlato hordo. Dopisi iz Zlate horde so bili očitno pisani  v mongolskem jeziku.

### Zlata doba

#### Zgodnji vladarji pod velikimi kani (1241–1259)
Ko je regentka Mongolskega cesarstva Dergene Hatun leta 1242 povabila Batu kana na volitve novega kana, je vabilo več let zavračal in zavlačeval izvolitev novega kana. Izgovarjal se je na starost in bolezen, čeprav je bila njegova odločitev povsem politična. Zgleda, da ni podpiral Gujukove izvolitve, ker sta se Gujuk in Čagatajev vnuk Buri na slavnostnem banketu po mongolski zasedbi vzhodne Evrope z Batujem nasilno sprla. Nazadnje je na kurultaj poslal svoje brate. Za novega kana so leta 1246 izvolili Gujuka. 
Vsi glavni ruski knezi, Jaroslav II. Vladimirski, Danilo Hališki in Svetoslav Vsevolodovič Vladimirski, so priznali Batujevo nadoblast. Nekaj protimongolskih ruskih knezov, med njimi Mihaela Černigovskega, ki je leta 1240 pobil mongolske odposlance, so Mongoli usmrtili.
Gujuk je kmalu zatem večkrat pozval Batuja, naj se mu pride poklonit. Batu je po smrti njunega očeta leta 1247 v Karakorum v Mongolijo poslal Andreja in Aleksandra Nevskega. Gujuk je Andreja imenoval za velikega kneza Vladimiro-Suzdalske kneževine, Andreja pa za kijevskega kneza. Leta 1248 je od Batuja zahteval, naj pride na vzhod in se z njim sestane, po nekaj primarnih virih domnevno zato, da bi ga aretiral. V skladu s tedanjimi običaji se je Batu pozivu odzval, Gujuk pa je na srečanje odšel z veliko vojsko. Po njegovem odhodu sta  Tolujeva vdova in Batujeva mačeha Sorgaktani opozorila Batuja, da bi lahko bil tarča Gujukovega napada. 
Gujuk je na poti v sedanjem Sinkjangu  umrl, star približno 42 let. Nekateri sodobni zgodovinarji so prepričani, da je umrl naravne smrti zaradi slabega zdravja, vendar bi smrt lahko povzročila tudi kombinacija alkoholizma in protina ali celo zastrupitev. Viljem Rubruški in islamski letopisci trdijo, da je Batu pobil Gujukovo spremstvo, njega samega pa eden od njegovih bratov. Te trditve drugi primarni viri ne podpirajo. Gujukova vdova Ogul Kaimiš je postala regentka, vendar ni uspela ohraniti nasledstva v svoji veji rodbine. 
Gujukov naslednik je leta 1251 s pomočjo Zlate horde postal Mongke. Mongke je izkoristil odkritje zarote proti njemu in začel čistko svojih nasprotnikov. Ocenjuje se, da je ukazal usmrtiti od 77 do 300 aristokratov, uradnikov in vojaških poveljnikov. Batu je postal najvplivnejši Mongkejev prijatelj in zaveznik, ki mu je pomagal ohranjati enotnost cesarstva. Batu, Mongke in druge pomembne knežje rodbine so obvladovali ozemlje od Afganistana do Turčije. Batu je kjub temu, je bil njegov ugled na vrhuncu, v letih 1252–1259 omogočil Mongkejevim popisovalcem prebivalstva neovirano  delovanje v svojem delu Mongolskega cesarstva, vključno z Iranom, Afganistanom, Gruzijo, Armenijo, Rusijo, Centralno Azijo in severno Kitajsko Na Kitajskem je bil popis zaključen leta 1252, v Novgorodu na skrajnem severozahodu pa šele pozimi 1258/1259. V Novgorodu so se mongolskemu popisu uprli, vendar ga je Aleksander Nevski prisilil, da se je uklonil in pristal na plačevanje davkov.
Velimirski veliki knez Andrej II. je postal za Mongole velika nadloga, zato je Batu poslal proti njemu kazensko vojsko pod Nevrujevim poveljstvom. Andrej je pred njo pobegnil v Pskov in od tam na Švedsko, njegovo kneževino pa so Mongoli ostro kaznovali. Za velikega kneza Vladimira je bil zaradi prijateljstva s Sartakom leta 1252 imenovan Aleksander Nevski. Andrej je leta 1256 odšel v Saraj prosit odpuščanja za svojo nezvestobo in bil pomiloščen.
Mongke je ukazal družinam iz Džočijeve in Čagatajeve rodbine, da se pridružijo Hulegujevemu pohodu Iran. Med vladanjem Batuja ali njegovih prvih dveh naslednikov je Zlata horda leta 1256/1257 z veliko vojsko sodelovala na Hulegujevem pohodu na Srednji vzhod.
Po Batujevi smrti leta 1256 je Mongke za njegovega naslednika imenoval njegovega sina Sartaka, ki je kmalu po vrnitvi z dvora velikega kana v Mongoliji umrl. Po kratki vladavini mladoletnega Ulagčija pod regentstvom Boragčin Hatun je bil za kana Džočidov leta 1257 ustoličen Batujev mlajši brat Berke.
Leta 1257 je knez Danilo Hališki odbil napad kneza Kuremsa na Ponižijo in Volinijo in nato z njegovo pomočjo osvojil Kijev. Po njegovih začetnih uspehih so Mongoli pod Boroldajevim vodstvom leta 1259 vdrli v Galicijo in Volinijo in dali Danilu ultimat: ali uniči svoje utrdbe ali bo Boroldaj napadel njegova mesta. Danilo se je uklonil in podrl mestno obzidje. 
Leta 1259 je Berke brutalno napadel Litvo in Poljsko in zahteval podreditev ogrskega kralja Béle IV. (1258) in francoskega kralja Ludvika IX. (1259). Med napadom na Prusijo 1259/1260 je zadal velike izgube Tevtonskemu viteškemu redu. Litva je v 1260. letih očitno postala mongolska tributarna država.

#### Mongolska državljanska vojna (1260–1280)
Po Mongkejevi smrti je izbruhnila tolujska državljanska vojna med Kublajkanom in Arikbekom. Hulegu je podpiral Kublaja, Berke pa Arikbeka in celo koval denar v njegovem imenu  Berke je ostal vojaško nevtralen in po Arikbekovem porazu podprl Kublajevo izvolitev za velikega kana. Del elite iz Bele horde se je pridružilo Arikbekovemu uporu.
Eden od džočidskih princev, ki se je pridružil Hulegujevi vojski, je bil obtožen čarovništva proti Huleguju in bil z Berkejevim pristankom usmrčen. Za njim sta v sumljivih okoliščinah umrla še dva džočidska princa. Nekaj primarnih muslimanskih virov omenja, da je Hulegu zavrnil delitev vojnega plena v Berkejem, čeprav je Džingiskan to želel. Berke je bil vdan musliman in tesno povezan z abasidskim kalifom Al-Mustasimom, katerega je Hulegu ubil leta 1258. Džočidi so bili prepričani, da jih namerava Hulegu izriniti iz Zakavkazja. Dogodki so tako povečali Berkejevo jezo, da je leta 1262 med Zlato hordo in Ilkanatom izruhnila vojna.
Leta 1262 je v Suzdalu izbruhnil upor. Uporniki so pobili mongolske darugačije in pobiralce davkov. Berke je proti njim načrtoval več kazenskih ekspedicij, vendar je na prošnjo Aleksandra Nevskega, naj ne kaznuje ruskega prebivalstva in mest v Vladimir-Suzdalu, in pristanku na plačilo velike odškodnine pohode preklical.
Naraščajoče napetosti med Berkejem in Hulegujem so bile opozorilo za vojaške oddelke Zlate horde v Hulegujevi armadi, da bilo najbolje pobegniti. Del kontingenta  je uspel priti do kipčaške stepe, drugi del je prečil Horasan, tretji pa je dobil zatočišče pri Mamelukih v Siriji, kjer jih je toplo prejel sultan Bajbars. Ostanke vojske Zlate horde v Iranu je Hulegu kruto kaznoval. Berke je z Bajbarsom sklenil zavezništvo proti Huleguju. Zlata horda je v Ilkanat poslala Nogaja, vendar ga je Hulegu leta 1262 odbil. Ilkanidi so zatem prečili reko Terek in osvojili in izropali džočidski tabor, potem pa jih je Nogaj presenetili z napadom in jih pognal v beg. Zaradi krhkega ledu na Tereku je veliko beguncev utonilo.
Medtem, ko je bil seldžuški sultan Kejkavus II. v bizantinskem zaporu, je njegov mlajši brat Kejkubad II. zaprosil za pomoč Berkeja. Nogaj je s pomočjo Bolgarije, ki je bila Berkejev vazal, leta 1264 napadel Bizantinsko cesarstvo. Cesarja Mihaela VIII. Paleologa je prisilil, da je osvobodil Kejkavusa, začel plačevati davke Zlati hordi in z Nogajem poročil svojo hčerko Eufrozino. Berke je dal Kejkavusu za apanažo polotok Krim in ga poročil z Mongolko.
Arikbek je že pred vojno imenoval Čagatajevega vnuka Alguja za čagatajskega kana. Vladal je v osrednji Aziji in obvladoval  Samarkand in Buharo. Ko so  muslimanska elita in pristaši Džočidov v Buhari razglasili lojalnost Berkeju, je Algu udaril na apanaže Zlate horde v Horezmu. Algu je vztrajal, da Hulegu napade Zlato hordo in obtožil Berkeja, da je leta 1252 iztrebil njegovo družino. V Buhari sta Algu in Hulegu pobila vse pristaše Zlate horde in njihove ostanke prisilila na suženjstvo. Prizanesla sta samo Kublajkanovim možem. Po Berkejevi prisegi zvestobe Kublaju, mu je Algu napovedal vojno in zasegel Otrar in Herezem. Berkeju je uspelo osvojiti levi breg izgubljenega Horezma, izgubil pa je oblast v Transoksaniji. Leta 1264 je Berke načrtoval pohod proti Hulegujevemu nasledniku Abagi, vendar je pred tem umrl.
Kublaj je za Berkejevega naslednika imenoval Batujvega vnuka Mengu Timurja, ki je na skrivaj podpiral ogedejskega princa Kajduja proti Kublaju in Ilkanatu. Po porazu čagatajskega kana Baraka sta Menge Timur in Kajdu leta 1267 z njim sklenila mirovni sporazum in dobila tretjino Transoksanije.
Leta 1267 je Mengu Timur izdal odlok (jarlik), s katero je rusko duhovščino oprostil plačevanja vseh davkov in dal Genovi in Benetkam izključno pravico do Kafe in Azova. Nekaj njegovih sorodnikov se je takrat spreobrnilo v krščanstvo in naselilo med Ruse. Kan je kljub temu, da je Nogaj leta 1271 napadel pravoslavno Bizantinsko cesarstvo, poslal k cesarju Mihaelu VIII. Paleologu delegacijo, da bi z njim vzdržaval prijateljske odnose. Velikemu knezu Rusije je ukazal, da dovoli nemškim trgovcem  svobodno potovanje po svojem ozemlju. Z istim odlokom je dovolil novgorodskim trgovcem neomejena potovanja skozi Suzdal.
Ko so leta 1269 Novgorodsko republiko napadli danski in livonski vitezi, so velikemu knezu Jaroslavu prišli na pomoč Mongoli in jih pregnali. Prestrašeni nemški in danski trgovci so zapustili narvsko regijo. Oblast mongolskega kana se je razširila na vse ruske kneževine. Leta 1274–1275 se je izvedel popis prebivalstva v vseh ruskih mestih, vključno s Smolenskom in Vitebskom.

#### Obdobje dveh kanov (1281–1299)
Mengu Timurja je leta 1281 nasledil brat Tode Mongke, ki je bil musliman. S Kublajem je sklenil mir, mu vrnil sinove, ki so bili njegovi talci, in priznal njegovo nadoblast. Nogaj in Koču, kan Bele horde in sin Orda kana, sta sklenila mir tudi z dinastijo Juan. Po pisanju mameluških zgodovinarjev je Tode Mongke poslal Mamelukom pismo s predlogom, da sklenejo zavezništvo proti skupnemu sovražniku, nevernemu Ilkanatu. Iz zapisov je razvidno, da so imeli skupne interese v Azerbajdžanu in Gruziji, kjer so vladali Ilkani.
V 1270. letih je Nogaj divjaško napadel Bolgarijo in Litvo. Leta 1279 je blokiral bolgarskega carja Mihaela II. Asena v Drăstărju, leta 1280 usmrtil upornega carja Ivajla in leta 1292  prisilil Jurija I. Tertereja na beg v Bizantinsko cesarstvo. Leta 1284 je med veliko mongolsko invazijo na Bolgarijo pod njihovo oblast prišel Sakči. V Bolgariji se je začel kovati denar v kanovem imenu. Bolgarski prestol je na Nogajevo željo prišel Smilec. Med njegovim vladanjem je mongolska oblast v Bolgariji dosegla višek. Ko so bojarji leta 1295 Smileca izgnali, so Mongoli ponovno napadli Bolgarijo, da bi zaščitili svojega varovanca. Srbskega kralja Štefana Milutina so prisilili, da je sprejel mongolsko nadoblast in leta 1287  poslal Mongolom za talca svojega sina Štefana Dečanskega. Pod Nogajevo oblastjo so v sedanji Moldaviji živeli Vlahi, Slovani, Alani in Turko-Mongoli.  Po neuspelem, vendar uničujočem Nogajevem napadu na Ogrsko leta 1285, so Nogaj, Talabuga in drugi plemiči strmoglavili Tode Mongkeja, ker je bil nedejaven, obdan z duhovščino in šejki. Za novega kana je bil izvoljen Talabuga. Odstavljenega kana so pustili živeti. Talabugova vojska je leta 1287 napadla Poljsko, leta 1288 in 1290 pa dvakrat neuspešno Ilkanat.
V tistem času se je Nogajev ugled v Zlati hordi zelo povečal. Pod Nogajem so zahodni deli Horde in njeni vazali postali de facto neodvisni. Med pohodom sproti Čerkezom so se kanove sumnje, da ga namerava Nogaj odstaviti,  še okrepile. Nogaj je v državnem udaru leta 1291 na prestol postavil Tokto in s tem izzval Talabugo.  
Tokta je na svoj dvor v Saraju pozval Mihaela Jaroslaviča in Danijela Moskovskega. Ker se slednji na njegov poziv ni odzval, je leta 1293 poslal v Rusijo in Belorusijo kazensko ekspedicijo pod poveljstvom svojega brata Tudauna (v ruskih kronikah Djedena). Mongoli so izropali štirinajst velikih mest in prisilili velikega kneza Dimitrija k odstopu. 
Kana je zelo jezilo Nogajevo samostojno dogovarjanje z ruskimi knezi in  tujimi trgovci, zato mu je  napovedal vojno. V prvi bitki je Nogaj zmagal, v drugi bitki pri Kagamliku na Dnepru leta 1299 pa je bil ubit.  Tokta je zasedel Nogajevo zemlje ob Donavi vse do Železnih vrat. Nogajevega sina Čako, ki se je  razglasil za bolgarskega carja, je Teodor Svetoslav na Toktov ukaz usmrtil.
Po Mengu Timurjevi smrti, so vladarji Zlate horde prenehali podpirati Kajduja, poglavarja Ogedejeve rodbine.  Kajdu je poskušal obnoviti svoj vpliv v Zlati hordi in za njegovega naslednika podprl svojega kandidata Kobelega proti kanu Bele horde  Bajanu (vladal 1299–1304). Ko je Bajan dobil Toktovo podporo, je zaprosil dinastijo Juan in Ilkanat za skupen napad na Čagatajski kanat.

#### Obdobje splošnega miru (1299–1312)
V letih 1300–1303 so bile na ozemlju okoli Črnega morja velike suše. Tokta je dovolil ostankom Nogajevih pristašev živeti na njegovem ozemlju. Od Ilkana Gazana in njegovega naslednika Oldžejtuja je zahteval vrnitev Azerbajdžana, ker mu to ni uspelo pa je za pomoč proti Ilkanatu zaprosil Egipt. Leta 1294 je z Ilkanom Gajkatujem sklenil mir, ki je skoraj neprekinjeno trajal do leta 1318.
Leta 1304 so odposlanci mongolskih vladarjev iz osrednje Azije in Juana predstavili svoje splošne mirovne predloge, ki jih je Tokta takoj sprejel. S sporazumom so se odprle poštne postaje in trgovinska mreža po vseh mongolskih kanatih. Tokta je na zboru v Perejeslavu razglasil mir v vseh ruskih kneževinah v svojem kanatu. Zgleda, da je v tem času vpliv Juana v Zlati hordi močno zrasel, ker so imeli Toktovi kovanci poleg napisov v mongolščini tudi znake v mongolski kvadratni pisavi in perzijske znake.
Tokta je leta 1307 aretiral italijanske prebivalce Saraja in oblegal Kafo. Vzrok za spor so bili verjetno genovski trgovci s sužnji, ki so njegove podložnike prodajali za vojake v Egipt. Genovežani so se upirali celo leto, leta 1308 pa so mesto požgali in ga zapustili. Napetosti med Italijani in Zlato hordo so trajale do Toktove smrti.
Tokta se je poročil z Marijo, nezakonsko hčerko bizantinskega cesarja, in si po Nogajevem porazu zagotovil mir. V Evropi se je govorilo, da je zelo naklonjen kristjanom, medtem ko muslimanski viri pričajo, da je prakticiral tengrizem in budizem in spoštoval vse veroizpovedi, zlasti islam.
V poznih letih svojega vladanja so se napetosti med Tverom in Moskvo sprevrgle v nasilje. Tokta se je morda zato odločil, da bo ukinil poseben položaj Vladimirske velike kneževine in izenačil vse ruske kneze. Odpravil se je na obisk v severno Rusijo, vendar je med prečenjem Volge leta 1313 umrl.

#### Politični razvoj (1312–1359)
Uzbeg je po prihodu na prestol leta 1313 uvedel islam kot državno vero. Med Mongoli v Rusiji je prepovedal budizem in šamanizem in s tem preprečil širjenje juanske kulture. Do leta 1315 je uspešno islamiziral Modro hordo in pobil džočidske kneze in budistične lame, ki so nasprotovali njegovemu nasledstvu in verski politiki. Nadaljeval je zavezništvo z Mameluki, ki se je začelo z Berkejem, in vzdrževal prijateljske odnose z mameluškim sultanom in njegovim kalifom v Kairu. Po dolgem odlaganju in pogajanjih se je poročil s princeso iz družine egiptovskega sultana Mohameda I. Al-Nasirja.
Politika mongolskih vladarjev do Rusov je stalno nihala med zavezništvom in prizadevanji, da bi Rusija in vzhodna Evropa ostali šibki in razcepljeni. Veliki knez Mihael Tverski je leta 1316 s pomočjo Mongolov zmagal v bitki s svojimi nasprotniki v Novgorodu in jim vsilil svojo oblast. Njegov tekmec Jurij Moskovski je spletkaril v Uzbegovo korist in dosegel imenovanje za poglavarja ruskih knezov in poroko z Uzbegovo sestro Končak. Po treh letih bivanja na Uzbegovem dvoru se je Jurij vrnil v Rusijo z vojsko Mongolov in Mordvinov. Opustošil je tverske vasi in bil zatem decembra 1318 poražen. Jurijevo ženo in mongolskega generala Kavgadija je Mihael Tverski ujel. Končak, ki se je med bivanjem v Tveru spreobrnila v krščansko vero in se preimenovala v Agato, je v ujetništvu umrla. Mihaelovi nasprotniki so Uzbegu trdili, da je bila njegova sestra zastrupljena. Mihaela so zato zvabili v Saraj in ga 22. novembra 1318 usmrtili. Leta 1322 je Mihaelov sin Dimitrij sklenil maščevati očetovo smrt. Odšel je v Saraj in Jurija obtožil, da si je prilastil velik del hordinega davka. Jurija so pozvali na sodišče, vendar ga je Dimitrij še pred uradno preiskavo ubil. Osem mesecev kasneje je bil Dimitrij zaradi uboja usmrčen.
Uzbeg sprva ni nameraval krepiti moči Moskve. Leta 1327 je v Tver z velikim spremstvom prišel darugači Ševkal, ki je bil kanov bratranec. Vselil se je v Aleksandrovo palačo in po mestu so se začele širiti novice, da namerava  prevzeti oblast in uvesti islam. Ko so 15. avgusta njegovi Mongoli poskušali ukrasti konja diakonu Djudku, je razjarjena množica vse pobila. Ševkala in njegovo spremstvo so žive sežgali. Po tem dogodku je začel Uzbeg podpirati Moskvo kot vodilno rusko državo. Za velikega kneza je imenoval Ivana I. Kalita in mu dovolil pobirati davke od ruskih oblastnikov. Ivana je na čelu vojske 50.000 mož poslal na kazenski pohod v Tver.
Uzbeg, katerega vojska je štela več kot 300.000 mož, je stalno pustošil po Trakiji, včasih tudi v bolgarski službi v vojni proti Bizantinskemu cesarstvu in Srbiji, ki se je začela leta 1319. Bizantinsko cesarstvo pod Andronikom II. in Andronikom III. je Zlata horda napadla leta 1320 in 1341, dokler ni zasedla pristaniškega mesta Vicina Macaria na Donavi. Njegova lokacija še vedno ni znana. Nekateri viri poročajo, da se je Uzbeg poročil z nezakonsko hčerko Andronika III., ki se je preimenovala v Bajalun.  Ko so se odnosi med Zato hordo in Bizancem poslabšali, je pobegnila domov, domnevno zaradi strahu, da se bo morala spreobrniti v islam.
Mongolska vojska je leta 1324 po Trakiji pustošila štirideset dni, leta 1337 pa petnajst dni in s seboj odpeljala 300.000 ujetnikov. Poskus leta 1330, da bi ponovno vzpostavila  svojo nadoblast v Srbiji, je spodletel. Basarab I. Vlaški je leta 1330 z mongolsko pomočjo razglasil svojo neodvisnost od Ogrskega kraljestva.
Uzbeg je dovolil Genovežanom ponovno naselitev na Krimu, zaradi izzivanja muslimanov pa je leta 1322 kljub temu izropal njihovo trgovsko postajo Sudak. Genovežanov v drugih mestih ni nadlegoval. Papež Janez XXII. je od Uzbega zahteval, da obnovi vse uničene rimsko katoliške cerkve, zato je kan z Genovsko republiko sklenil nov trgovinski sporazum, s katerim ji je leta 1339 dovolil obnovo obzidja v Kafi. Leta 1332 je Benečanom dovoli ustanoviti kolonijo v Tanaisu na Donu.  Odlok, ki ga je izdal verjetno Mengu Timur, in je dovoljeval frančiškanom pokristjanjevanje prebivalstva, je Uzbeg leta 1314 obnovil.
Zlata horda je napadla Abu Saidov Ilkanat leta 1318, 1324 in 1335. Uzbegov zaveznik Al-Nasir je sodelovanje v napadih zavrnil, ker je leta 1323 z Ilkanatom sklenil mirovni sporazum. Uzbeg je začel leta 1326 ponovno prijateljevati s cesarstvom velikega kana in plačevati davek. Od leta 1339 je od Džočijeve apanaže na Kitajskem začel dobivati 24.000 dingov v papirnatem denarju letno. Ko je Ilkanat po Abu Saidovi smrti leta 1339 razpadel, je ilkansko visoko plemstvo v Uzbegu videlo svojega novega vladarja. Uzbeg je po posvetu s Kutlug Timurjem ponudbo odklonil.
Leta 1323 je litovski veliki knez Gediminas prevzel oblast v Kijevu in za kijevskega  kneza imenoval svojega brata Fedorja. Kneževina je kljub temu še naprej plačevala davek Zlati hordi dajaja vojsko v spremstvo kanovega darugačija.
Pod Uzbegom in njegovim naslednikom Džanibegom (vladal 1342–1357) se je islam globoko zakoreninil  in postal splošno sprejemljiv. Muslimani so kljub temu ostali strpni do drugače verujočih. Saraj je privlačil trgovce iz drugih držav. Zaradi tesnih vezi z Mameluškim sultanatom je cvetelo trgovanje s sužnji. Saraj se je razvil v središče velikega muslimanskega sultanata.
Džanibeg je podpiral skupne mongolsko-ruske pohode proti Litvi in Poljski. V napadu na Poljsko leta 1344 so bile v njegovi vojski pomožne enote iz Galicije-Volinije, ki je bila takrat del Litve.  Leta 1349 je Galicijo-Volinijo okupirala poljsko-ogrska vojska in jo priključila k Poljskemu kraljestvu, s čimer se je končalo njeno vazalstvo Zlati hordi.
Glavni vzrok za propad gospodarstva Zlate horde je bila črna smrt v 1340. letih.  Džanibeg je opustil očetove ambicije po zasedbi Balkana in podprl Moskvo proti Litvi in Poljski. Vzpostavil je nadoblast Džočidov v Čagatajskem kanatu in osvojil Tabriz, s čimer se je leta 1356 končala oblast Čobanidov. Ko so se mu vdali še Džalajiridi, je postal vladar treh ulusov Mongolskega cesarstva. Njegovo nadoblast je priznal tudi poljski kralj Kazimir III. Veliki in začel Hordi plačevati davek, da bi se izognil velikim konfliktom. Džanibeg je Poljski na pomoč poslal sedem mongolskih knezov. Po Džanibegovem umoru leta 1357 je Horda kmalu izgubila Azerbajdžan.

## Propad

### Prve velike težave (1359–1381)
Po Berdibegovem umoru leta 1359 se je v kanatu začela uničujoča državljanska vojna, v kateri so se za priznanje in oblast v velikih mestih (Saraj, Kirim, Azak)  včasih borili kar kar štirje kani. Po strmoglavljenju uradnega suverena, juanskega cesarja Togan Timurja, je Zlata horda izgubila stik z Mongolijo in Kitajsko. Nasledniki Bele horde na splošno niso imeli težav do poznih 1370. let. Urus kan  Bele Horde je leta 1375 zavzel Saraj in ponovno združil večino Horde od Horezma do Kumanije. V 1380. letih so se izpod  njegove oblasti poskušali osvoboditi  Šejbanidi, Moskovčani in Kaškanci. Velika litovska kneževina je izkoristila stanje v Hordi in prodrla na njeno ozemlje globlje kot kdaj prej. Veliki knez Algirdas je okoli leta 1362 v bitki pri Modrih vodah porazil Murat kana. 
V zahodni Pontski stepi je tatarski general Mamaj poskušal vzpostaviti svojo oblast nad Rusijo, vendar ga je veliki knez Dimitrij Donski v kulikovski bitki leta 1380 premagal. To je bila že druga velika Dimitrijeva zmaga nad Tatari. Mamaj se je med pripravami na nov pohod na Moskvo soočil z veliko nevarnostjo z vzhoda. Leta 1379 je na oblast v Beli hordi s Timurlenkovo pomočjo prišel Urus kanov sorodnik Toktamiš. Porazil je Mamaja in njegovo ozemlje pripojil k ozemlju Modre horde, s čimer je leta 1381 za nekaj časa ponovno združil  Zlato hordo in iz nje naredil vodilno silo v regiji.

### Kratkotrajna ponovna družitev (1381–1419)
Po Mamajevem porazu je Toktamiš napadel Rusijo in leta 1382 vzpostavil oblast Zlate horde nad celo Rusijo. 23. avgusta je oblegal Moskvo, vendar je ni uspel osvojiti, ker so branilci prvič v ruski zgodovini uporabili strelno orožje. 26. avgusta sta kneza Vasilij Suzdalski in Semjon Novgorodski, sinova Toktamiševega podpornika Dimitrija Suzdalskega in Toktamiševa vojaka, prepričala Moskovčane naj odprejo mestna vrata z obljubo, da jim bodo Mongoli prizanesli. Mongoli so po prihodu v mesto ubili 24.000 prebivalcev in Moskvo do tal požgali. Toktamiš je naslednje leto v Poltavi uničil še litovsko vojsko. Veliki litovski knez in poljski kralj Vladislav II. Jagielo je sprejel mongolsko nadoblast in v zameno za rusko ozemlje pristal na plačevanje davka. Rusija se je za še celo stoletje vrnila pod tatarski jarem.
Toktamiš, navdušen nad svojimi uspehi, je napadel Azerbajdžan, Horezm in Transoksanijo, dele Timurjevega cesarstva, in dobil Timurjevo vojno napoved. Timur je leta 1395-1396 uničil Toktamiševo armado in prestolnico, izropal trgovinska središče na Krimu in s seboj v Samarkand odpeljal najbolj izkušene obrtnike.
Po Toktamiševem pobegu je bil v Saraju za novega kana izvoljen Urus kanov vnuk Timur Kutlug. Za suverena Bele horde je Timur imenoval Koirijaka. Resnični vladar Zlate horde je bil Timur Kutlugov visoki emir Edigej.
Toktamiš je pobegnil v Veliko litovsko kneževino in zaprosil kneza Vitautasa za pomoč pri ponovnem prevzemu oblasti v Zlati hordi. V zameno mu je ponudil  oblast nad ruskimi kneževinami. Edigej je v bitki ob reki Vorskli leta 1399 porazil Toktamiša in Vitautasa. Toktamiš je v neznanih okoliščinah umrl leta 1405. Njegov sin Džalal ad-Din je pobegnil v Litvo in se v bitki pri Grunwaldu na njeni strani boril proti tevtonskemu viteškemu redu.
Trgovinska mreža, ki jo je uničil Timur, se ni nikoli več opomogla.
Edigej je leta 1404  prisilil moskovskega velikega kneza, da je sprejel kanovo nadoblast.  Na kurultaju sta on in njegov marionetni kan dosegla prepoved prodaje otrok v suženjstvo, ker je slabila moč države in škodila ugledu Zlate horde. Zlata horda je ostala združena do leta 1410, ko so uporni mongolski princi Edigeja izgnali v Srednjo Azijo.
Džalal ad-Din se je med njegovo odsotnostjo vrnil iz Litve in za krajši čas zasedel prestol Zlate horde. Vrnil se je tudi Edigej in na Krimu ustanovil svojo državo in z njo izzival Toktamiševe sinove. Leta 1419 so ga umorili.

### Razpad (1420–1480)
Leta 1419 je kan Zlate horde postal  Ulug Mohamed. Njegoga oblast je bila omejena na južni tok Volge, kjer je vladal Toktamišev sin Kepek. Njega in kandidata za kana Daulata Berdija so leta 1241 porazili Barakovi  Uzbeki. 
Daulata Berdija so leta 1427 umorili in prestol je ponovno zasedel Ulug Mohamed. Litovski veliki knez Švitrigaila je podprl njegovega rivala Sajida Ahmeda I., ki je leta 1433 zasedel prestol Zlate horde. Sajida Ahmeda je podpiral tudi Vasiji II. Ruski, da bi oslabil moč  Olug Mohameda, ki je ustanovil Kazanski kanat in od Moskve pobiral davek. Sajid je podprl Švitrigailo med litovsko državljansko vojno 1431–1435.
Horda (Velika horda) je razpadla v več neodvisni kanatov:
- Tjumenski kanat (1468, kasneje Sibirski kanat)
- Kazanski kanat (1438) – Kasimski kanat (1452)
- Krimski kanat (1441)
- Nogajeva horda (1440. leta)
- Kazaški kanat (1456)
- Astrahanski kanat (1466)

Poleti 1470 (po nekaterih virih 1469) je zadnji prominentni kan Ahmed organiziral napad na Moldavijo, Poljsko in Litvo. 20. avgusta je njegovo vojsko Tatarov  v bitki pri Lipnici porazila moldavska vojska  pod poveljstvom Štefana Velikega.
Ahmed je leta 1474 in 1476 od ruskega kneza Ivana III. zahteval, da prizna rusko vazalstvo Hordi, čeprav razmerje moči zanj ni bilo ugodno. Leta 1480 je Ahmed organiziral pohod na Moskvo, ki je propadel. Rusija se je po 250 letih končno osvobodila tatarsko-mongolske nadoblasti. 6. januarja 1481 je Ahmeda ob izlivu Donca ubil tjumenski in nogajski princ Ibak kan.

### Propad (1480–1582)
Ostanki Zlate horde  so leta 1487–1491 napadli Poljsko kraljestvo in Veliko litovsko kneževino, ki je takrat posedovala večino Ukrajine. Prodrli so vse do Lublina v vzhodni Poljski in bili nato v Zaslavju popolnoma poraženi.
Zlata horda se v dokumentih omenja še v 18. stoletju. Omenjena je tudi v delu "Starodavna ruska hidrografija" ruskega pisca Nikolaja Novikova iz leta 1773.
Krimski kanat je leta 1475 postal vazalna država Osmanskega cesarstva. Podjarmil je vse, kar je ostalo od Zlate horde, in leta 1502 izropal Saraj. Šejk Ahmed, zadnji kan horde, se je zatekel v Litvo, kjer je kmalu po letu 1504 umrl v ječi v Kaunasu. Po nekaterih virih je bil leta 1527 osvobojen iz litovske ječe.
Združena Rusija je leta 1552 osvojila Kazanski kanat, leta 1556 Astrahanski kanat in leta 1582 Sibirski kanat. Krimski Tatari so v 16. in zgodnjem 17. stoletju še vedno pustošili po  južni Rusiji, Ukrajini in celo na Poljskem, Rusije pa niso mogli premagati. Krimski kanat je pod osmansko zaščito obstajal vse do Katarine Velike, ki ga je 8. aprila 1783 priključila k svojemu carstvu. Krimski kanat je bil najdlje živeča nasledstvena država Zlate horde.

## Geografija in družba
Džingiskan je dodelil Džočiju štiri mingane: klane Sančiud (ali Saldžiud), Keniges, Uušin in Džeured. Na začetku 14. stoletja so pomembne položaje na dvoru Zlate horde in drugod zasedali nojani iz klanov Sančiud, Kongrat, Ongud (Argun), Keniges, Džadžirad, Besud, Ojrat in Džeured. Na levem krilu Džočijevega ulusa (Zlate horde) so bili štirje mingani Džalairjev.
Večina prebivalstva Zlate horde je bila mešanica Turkov in Mongolov, ki so kasneje privzeli islam. Manjšino so tvorila številna ugrofinska, sarmato-skitska, slovanska, kavkaška in druga muslimanska in nemuslimanska ljudstva. Prevladovali so Turki: Kipčaki, Kumani, Volški Bolgari, Horezemci in drugi. Mongoli so se postopoma poturčili in izgubili svojo identiteto, medtem ko so višji družbeni razred še vedno tvorili potomci Batujevih mongolskih vojakov. Rusi in Evropejci so jih običajno imenovali Tatari. Rusi so to ime uporabljali do 20. stoletja, medtem ko so se sami pripadniki teh ljudstev identificirali z etničnimi ali plemenskimi imeni. Večina njih se je štela za muslimane. Večina prebivalstva, tako poljedelci kot nomadi, je uporabljala kipščaški jezik, ki se je ohranil tudi po razpadu Horde. 
Batujevi nasledniki so v Zlati hordi vladali iz Saraj Batuja in kasneje iz Saraj Berkeja. Njihovo ozemlje je segalo od Volge do Karpatov in izliva Donave. Nasledniki Orda kana so vladali na ozemlju od reke Ural do Balhaškega jezera. Iz podatkov v popisih prebivalstva je razvidno, da so v tatarskih četrtih Novgoroda, Tvera in Moskve živeli tudi Kitajci.

### Notranja organizacija
Elito Zlate horde so sestavljali potomci štirih mongolskih klanov – Ojratov, Mangutov, Sikivutov in Kongiratov.  Vrhovni vladar je bil kan, izvoljen na kurultaju med Batu kanovimi potomci. Prvi minister, tudi etnični Mongol, je bil znan kot knez knezov ali beklare-bek. Ministri so se imenovali vezirji. Lokalni guvernerji baškaki so bili odgovorni za pobiranje davkov in zatiranje lokalnih nemirov. Civilna in vojaška uprava nista bili ločeni.
V hordi se je razvila stalna in ne nomadska kultura, Saraj pa se je razvil v veliko, uspešno metropolo. Na  začetku 14. stoletja se je prestolnica preselila v Saraj Berke, ki je postal eno največjih mest srednjeveškega sveta s 600.000 prebivalci. Svetovni popotnik  Ibn Batuta je Saraj opisal kot "eno od najlepših mest, polno ljudi, lepih bazarjev in širokih ulic". V mestu je bilo 13 petkovih mošej in veliko manjših. V drugem primarnem viru je Saraj opisan kot "veliko mesto s tržnicami, kopališči in verskimi ustanovami".  Mesto je bilo dom številnih pesnikov, ki so znani samo po imenih. Med izkopavanji so odkrili tudi astrolab. 
Mongoli v Saraju so se držali svojih tradicionalnih animističnih ali šamanističnih prepričanj, dokler ni Uzbeg kan (vladal 1312–1341) uvedel islama kot državne vere. V Saraju je bilo  umorjenih več vladarjev Kijevske Rusije, med njimi Mihael  Černigovski in Mihael Tverski, kani pa so bili na splošno strpni in so celo oprostili Rusko pravoslavno cerkev plačevanja davkov.

### Vazali in zavezniki
Horda je pobirala davke od podjarmljenih ljudstev – Rusov, Armencev, Gruzincev, Čerkezov, Alanov, krimskih Grkov, krimskih Gotov, Bolgarov, Vlahov in drugih. Ozemlja, naseljena s krščanskimi podložniki, so se obravnavala kot periferija in niso bila deležna posebne pozornosti, dokler so redno plačevala davke. Vazalne države niso bile nikoli  celoti vključene v Hordo. Ruski vladarji so celo zelo zgodaj dobili privilegij, da sami pobirajo tatarski davek. Tatarski vojskovodje so za dokazovanje oblasti nad Rusi in vzhodno Evropo izvajali občasne kazenske pohode na svoje podložnike. Horda je na višku moči obvladovala ozemlje od osrednje Sibirije in Horezma do Donave in Narve.
Obstaja mnenje, ki ga je zelo razširjal Lev Gumilev, da so Horda in ruske kneževine  sklenile obrambno zavezništvo proti tevtonskim vitezom in poganskim Litovcem. Zagovorniki tega stališča opozarjajo na dejstvo, da so mongolski dvor pogosto obiskovali ruski knezi, zlasti jaroslavski Feodor Črni, ki se je hvalil z lastnim ulusom v bližini Saraja, in novgorodski Aleksander Nevski, zapriseženi brat (anda) Batujevega naslednika Sartak kana. Mongolski kontingent je podprl Novgorod v bitki na ledu, Novgorod pa je Hordi plačeval davek.
Horda je na obali Črnega morja (Sudak, Feodozija in Azov) živahno trgovala z genovskimi trgovskimi družbami. Egiptovski Mameluki so bili kanovi dolgoletni trgovski partnerji in zavezniki na Sredozemlju. Kan Berke je leta 1261 sklenil z Mameluki zavezništvo proti Ilkanatu.

### Spremembe trgovskih poti
Po Baumerju je naravna trgovska pot v smeri sever-jug potekala ob Volgi do Saraja, kjer se je križala  s potjo vzhod-zahod severno od Kaspijskega jezera. Od Saraja je potekala po zahodni strani Kaspijskega jezera do Tabriza v perzijskem Azerbajdžanu, kjer se je srečala z večjo trgovsko potjo vzhod-zahod južno od Kaspijskega jezera. Okoli leta 1262 je Berke prekinil stike z ilkanskim kanom Hulegujem. Začel se je niz vojn na zahodni strani Kaspijskega jezera, ki jih je horda večinoma izgubila. Vojne so prekinile stik s potjo južno od  Kaspijskega jezera in preusmerile trgovanje na pot severno od njega. Trgovanje horde z Mameluki v Egiptu je potekalo prego genovskih trgovskih središč na Krimu.  Pomemben del trgovanja so bili sužnji za mameluško vojsko. Po sporu horde z Genovsko republiko leta 1307 in sklenitvi miru med Ilkanatom in Egiptom leta 1323 je trgovanje oslabelo. Okoli leta 1336 je Ilkanat začel propadati in težišče trgovanja se je pomaknilo na sever. Leta 1347 je horda oblagala genovsko krimsko pristanišče Kaffa (Feodozija), kar je povzročilo selitev trgovcev v Evropo in posledično širjenje črne smrti po Evropi. Leta 1395-1396 hordina  trgovska središča opustošil Timurlenk. Veliko mest ni imelo kmetijskega zaledja in je izginilo. Težišče trgovanja se je ponovno prestavilo na jug.

### Province
Zlata horda je bila razdeljena na Modro (Kok) in Belo (Ak) hordo. V Modro hordo so spadale Pontsko-Kaspijske stepe, Hazarija in Volška Bolgarija. Bela horda je obsegala ozemlja štirih princev v zahodnem delu Zlate horde: Taibuginovo jurto, Šibanov ulus, Toktimurjev ulus in ulus Ežen horde. Natančnejša upravna organizacija ni znana. Domneva se, da je bila razdeljena na deset upravno-političnih enot.

#### Vazalna ozemlja
- Beneška pristaniška mesta na Krimu s središčem v Kirimu. Po mongolski osvojitvi Krima leta 1238 so pristaniška mesta Džočidom plačevala carine; dohodki so se razdelili med vse džingidske prince Mongolskega cesarstva skladno s sistemom apanaž.[79]
- obala Azova
- Čerkezija
- Vlaška
- Alanija
- ruske kneževine[80]

## Denar
- Talabugov srebrni dirham
- Berdi Begov kovanec iz leta 762 po hidžri (1359 n. št.)

## Galerija
- Napad Zlate horde na Rjazan
- Napad na Kijev
- Napad na Kozelsk
- Napad na Vladimir
- Napad na Suzdal
- Mongolsko-tatarski vojskovodje oblegajo svoje nasprotnike
- Ujetniki iz osvojenega ruskega mesta
- Mongolski pohod na Ogrsko leta 1285
- Edigujev pohod na Rusijo
- Batu kanovo plenjenje Suzdala; miniatura iz kronike iz 16. stoletja
- Mongoli pred Vladimirom zahtevajo vdajo mesta
- Paiza  Abdulah kana (vladal 1361–1370) u napisom v mongolski pisavi
- Mongolsko-tatarski roparski pohod
- Usmrtitev ruskega kneza Mihaela Jaroslaviča